# مزلجة حصان

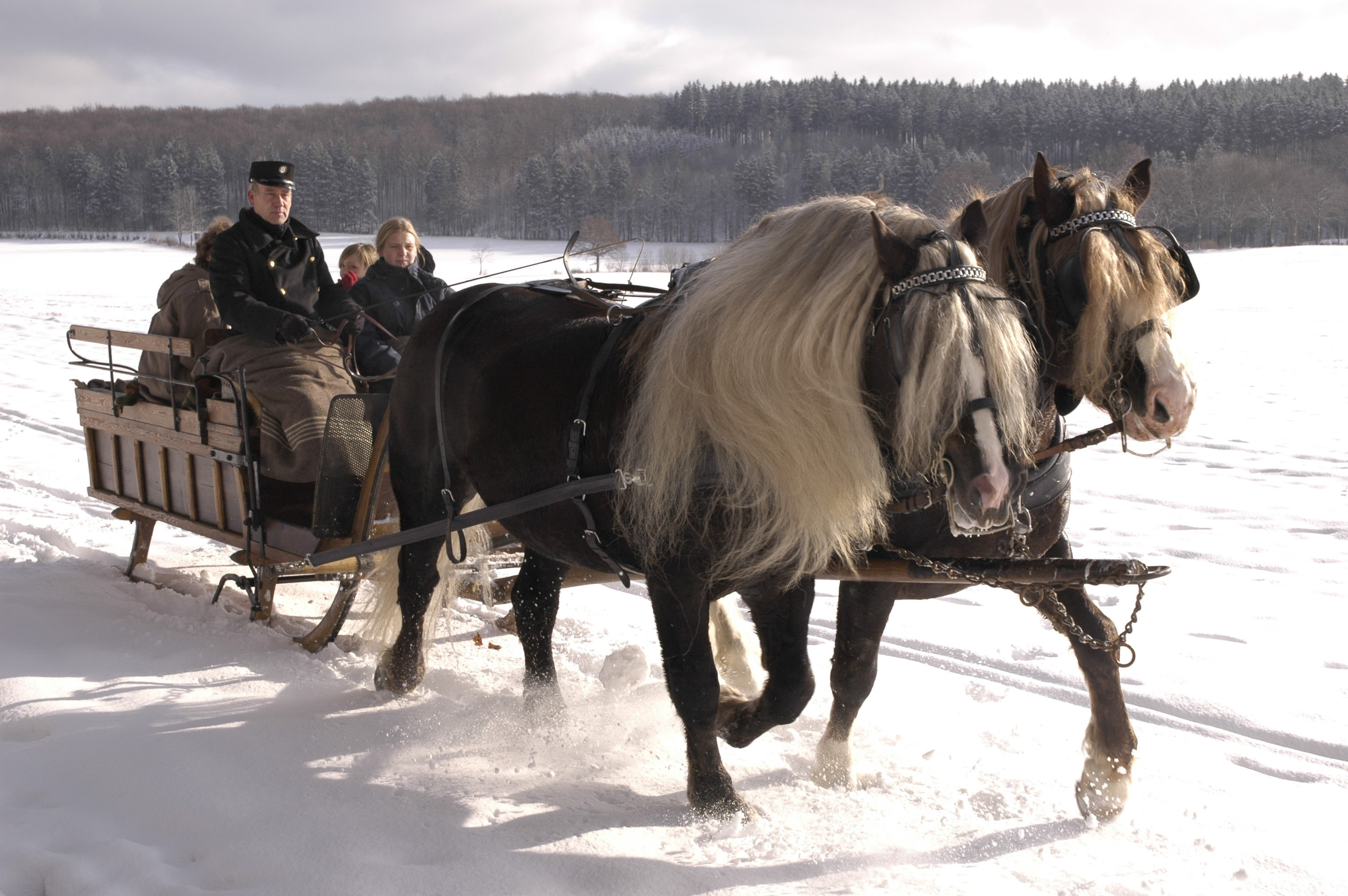
مزلجن الأحصنة في جبال الألب.

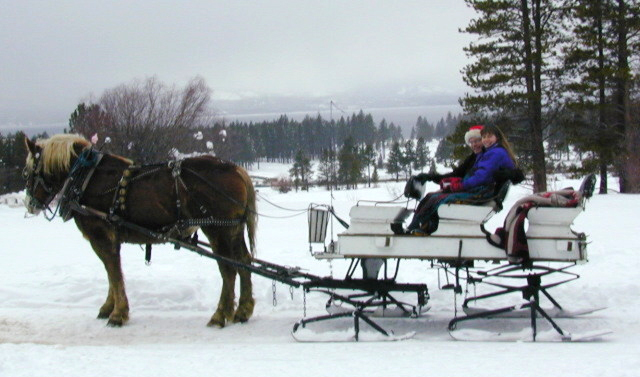
مزلجة حصان أمريكية.

مزلجة الحصان (بالإنجليزية: )هي مزلجة يجرها حصان أو عدد من الأحصنة، وتستخدم عادة في الانتقال على الجليد في بعض مناطق شمال أوروبا و كندا.
تستخدم مزلجات الحصان حاليا كنوع من الرياضة والاستمتاع بأجازات ورحلات في بلاد الشمال، وعلى الأخص حيث يكثر الجليد . كما تشكل في تلك المناطق سباقات بمزلجة الأحصنة.
تقوم مزلجات الأحصنة في مناطق الرياضة الشتوية أيضا بنقل الركاب .
استخدمت مزلجات الأحصنة في الماضي في المناطق الجليدية في نقل الأخشاب، وأحيانا كانت تستخدم بدلا من عربات الحصان لنقل العشب إلى زريبة البقر . وكان استخدامها في الماضي قليلا في نقل الركاب . ومن مشاهير ركوب مزالج الأحصنة كان الملك لودفيج الثاني ملك بافاريا ، الذي كان يستقل مزلجة الأحصنة بمفرده ليلا في الشتاء .

## مزلجة الحصان في أمريكا وأوروبا
تستخدم في أمريكا الشمالية مزلجات على ضلعين خشبيين عليها مهدئات للاهتزاز، مقسمة ولها جهاز دوراني . أما في أوروبا فتكون المزلجة منذ عقو طويلة من دون مهدئات للاهتزاز وكانت أحيانا تصنع من المعدن . وأحيانا كانت تكمّل بعدد من العجلات . فكان من الممكن الانتقال بها كعربة على عجل عندما يكون ارتفاع الجليد قليلا.

## صور

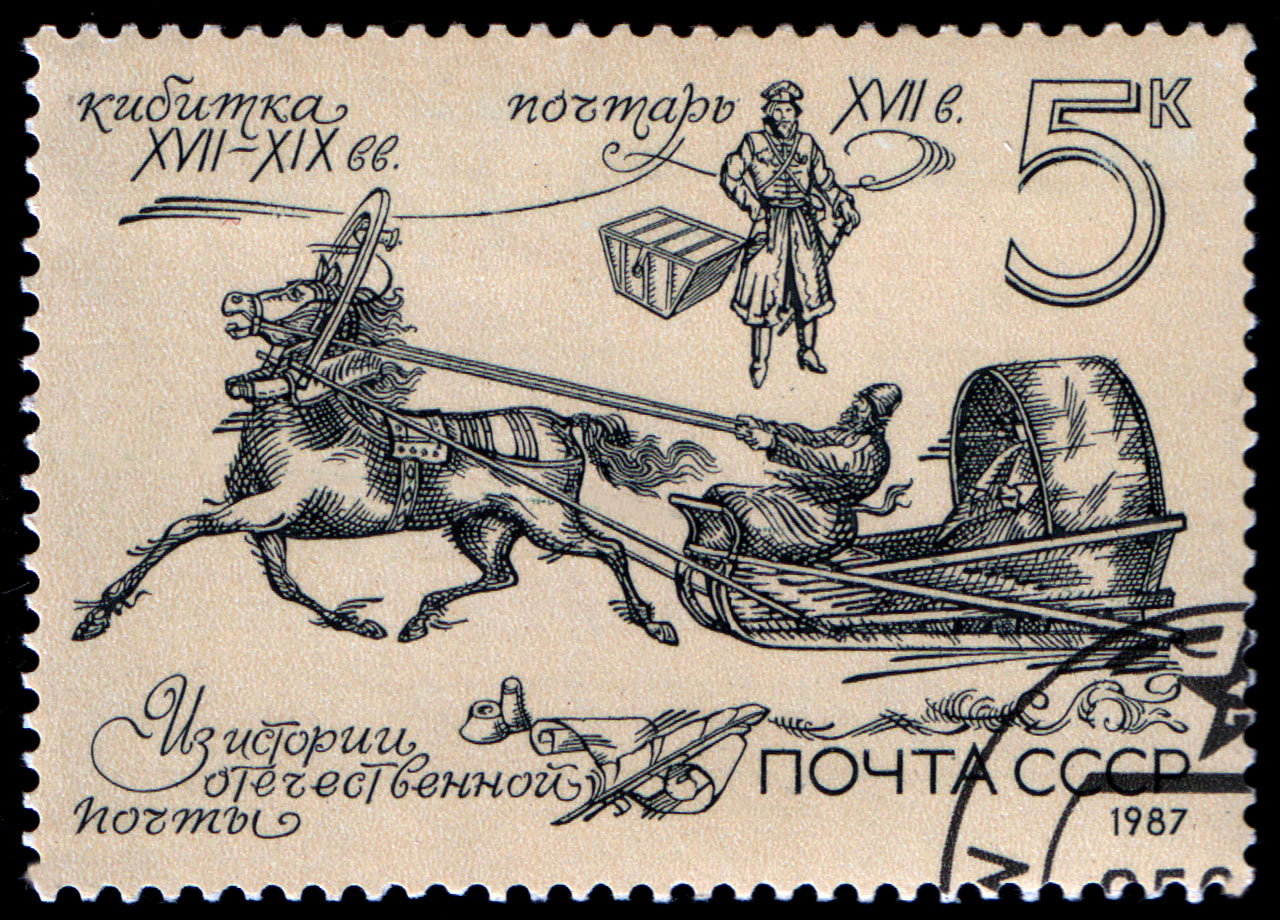
مزلجة بريد روسية من القرن 18

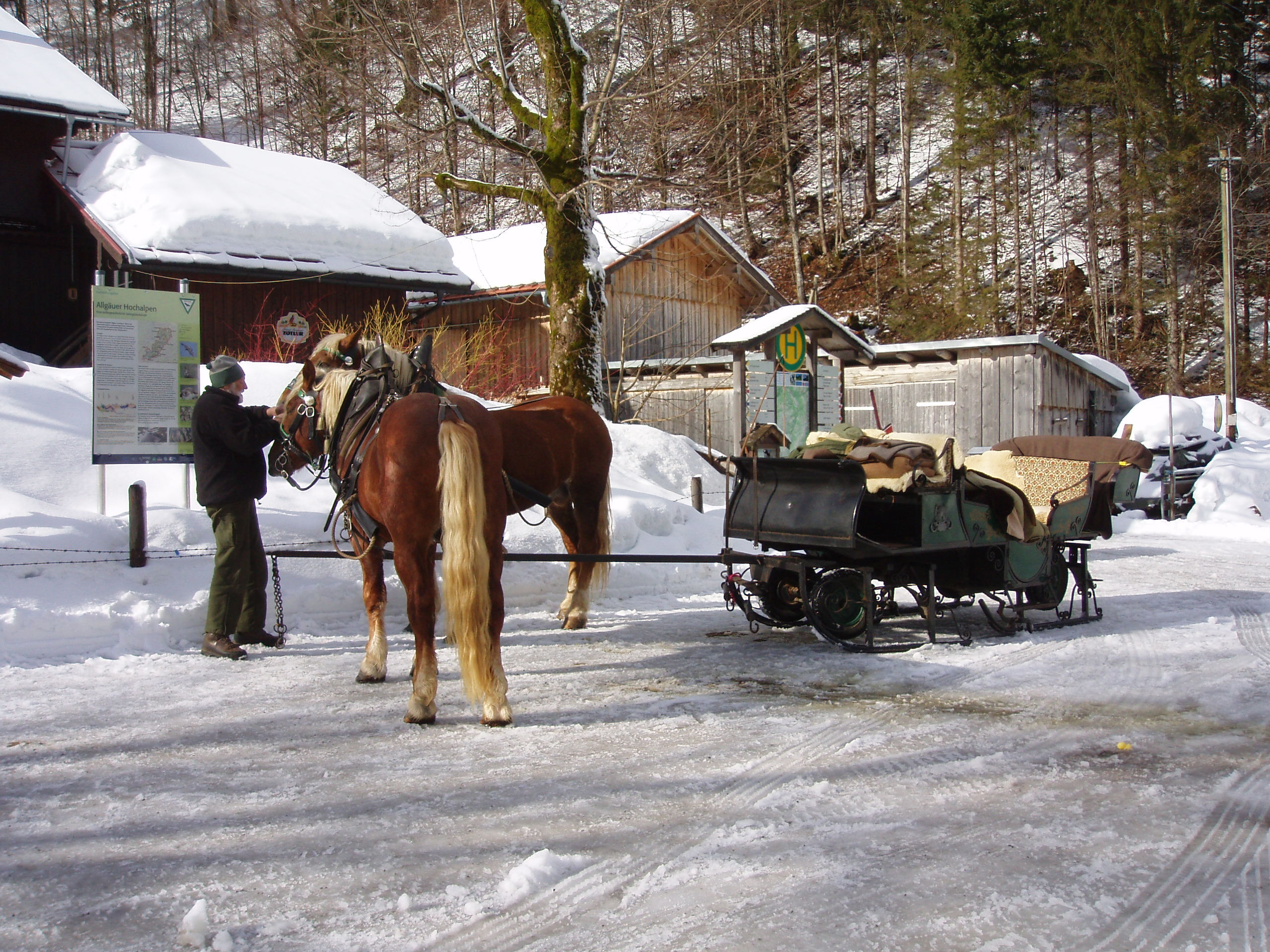
مزلجة أحصنة ذات عجل.

## أقرا أيضا

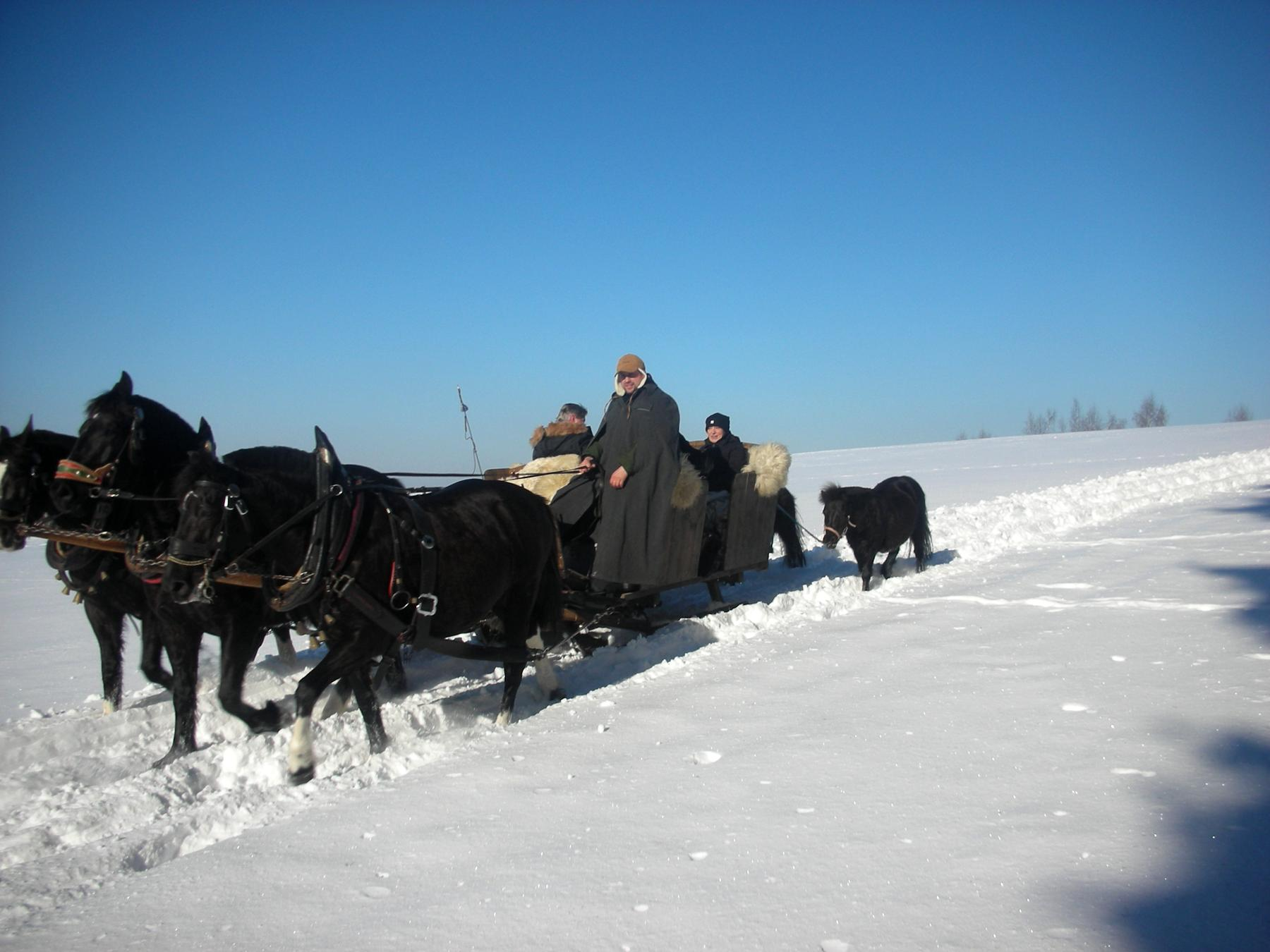
مزلجة أحصنة لنقل السياح.

- عربة
- الزلاجة الجماعية
- الزحافات الثلجية
- جنغل بلز